# Джоан Гіксон
Джоан Гіксон (англ. Joan Hickson, 5 серпня 1906 — 17 жовтня 1998) — британська акторка театру, кіно та телебачення. Найбільш відома за головною роллю у телесеріалі «Міс Марпл» (1984—1992).

## Життєпис
Народилася 5 серпня 1906 року в містечку Кінгсторп, поблизу Нортгемптона, графство Нортгемптоншир. По завершенні школи закінчила Королівську академію драматичного мистецтва. Після театрального дебюту у 1927 році вона деякий час гастролювала по Великій Британії, а перший успіх прийшов до неї у середині 1940-х років після її комедійних ролей у лондонському Вест-Енді.
Її кінодебют відбувся 1934 року у британській комедії «Неприємності в крамниці», й надалі вона продовжувала кінокар'єру, знімаючись в основному в комедійних ролях.
1946 року на Джоан Гіксон звернула увагу Агата Крісті, яка дивилася у театрі виставу за власною п'єсою «Побачення зі смертю», у якій Гіксон виконувала роль міс Прайс. Письменниця написала акторці: «Маю надію, одного дня ви зіграєте мою міс Марпл». Іншого разу Гіксон зустрілася з сюжетами Крісті 1961 року у стрічці «Вбивство, сказала вона», що була вільною екранізацією роману «О 4:50 з Паддінгтона», де виконавицею ролі міс Марпл була Маргарет Рутерфорд (Гіксон зіграла роль місіс Кіддер), а також 1980 року у телефільмі «Чому не Еванс?», де виконала роль місіс Райвінгтон.
У подальші роки вона продовжувала працювати як у кіно, знявшись у багатьох британських фільмах, так і в театрі, досягши великих успіхів 1979 року, коли отримала премію Тоні як найкраща акторка другого плану у п'єсі («Фарс у спальні»).
1984 року телекомпанія BBC розпочала трансляцію телесеріала «Міс Марпл», на головну роль у якому було запрошено Джоан Гіксон. Вона зіграла міс Марпл в усіх 12 екранізаціях романів Агати Крісті, зйомки яких тривали до 1992 року. За цей час акторка двічі була номінована на премію BAFTA (1986 року за епізод «Вбивство у будинку вікарія», та 1987 року за епізод «Немезида»), а також 1987 року була нагороджена орденом Британської імперії.
29 жовтня 1932 року акторка вступила у шлюб з доктором Еріком Норманом Батлером (нар. 2 вересня 1902), лікарем. У подружжя народились двоє дітей — син та дочка. Шлюб тривав до смерті чоловіка у липні 1967 року.
Джоан Гіксон померла 17 жовтня 1998 року у лікарні Колчестера від інсульту в 92-річному віці. Похована на цвинтарі у Седбері, графство Девон.

## Вибрана фільмографія
| Рік       |    | Українська назва                               | Оригінальна назва               | Роль                                          |
| --------- | -- | ---------------------------------------------- | ------------------------------- | --------------------------------------------- |
| 1934      | ф  | Неприємності в крамниці                        | Trouble in Store                | Мейбл                                         |
| 1936      | ф  | Людина, яка могла творити чудеса               | The Man Who Could Work Miracles | Еффі                                          |
| 1954      | ф  | Банківський квиток у мільйон фунтів стерлінгів | The Million Pound Note          | Меггі                                         |
| 1955      | ф  | Доктор на морі                                 | Doctor at Sea                   | місіс Томас                                   |
| 1955      | ф  | Ціна грошей                                    | Value for Many                  | місіс Перкінс                                 |
| 1956      | ф  | Людина, якої ніколи не було                    | The Man Who Never Was           | господиня будинку де зупинився Патрік О'Райлі |
| 1959      | ф  | 39 сходинок                                    | The 39 Steps                    | міс Добсон                                    |
| 1960      | ф  | Барнабі Радж                                   | Barnaby Rudge                   | місіс Варден                                  |
| 1960      | ф  | Три світи Гуллівера                            | The 3 Worlds of Gulliver        | місіс Дьюсбюрі                                |
| 1961      | ф  | Вбивство, сказала вона                         | Murder, She Said                | місіс Кіддер                                  |
| 1973      | ф  | Театр крові                                    | Theatre of Blood                | місіс Спраут                                  |
| 1975      | ф  | Зниклий динозавр                               | One of Our Dinosaurs is Missing | місіс Гіббонс                                 |
| 1979      | ф  | Янкі                                           | Yanks                           | місіс Муді                                    |
| 1980      | тф | Приборкання норовливої                         | The Taming of the Shrew         | вдова                                         |
| 1989      | тф | Чому не Еванс?                                 | Why Didn't They Ask Evans?      | місіс Райвінгтон                              |
| 1981      | с  | Великі сподівання                              | Great Expectations              | міс Хевішем                                   |
| 1982      | ф  | Ганді                                          | Gandhi                          | жінка в суді                                  |
| 1984—1992 | с  | Міс Марпл                                      | Miss Marple                     | міс Джейн Марпл                               |
| 1990      | ф  | Швидше за вітер                                | King of the Wind                | герцогиня Мальборо                            |
| 1993      | ф  | Сторіччя                                       | Century                         | місіс Візер                                   |